# 러시아의 연방주체 수반 목록

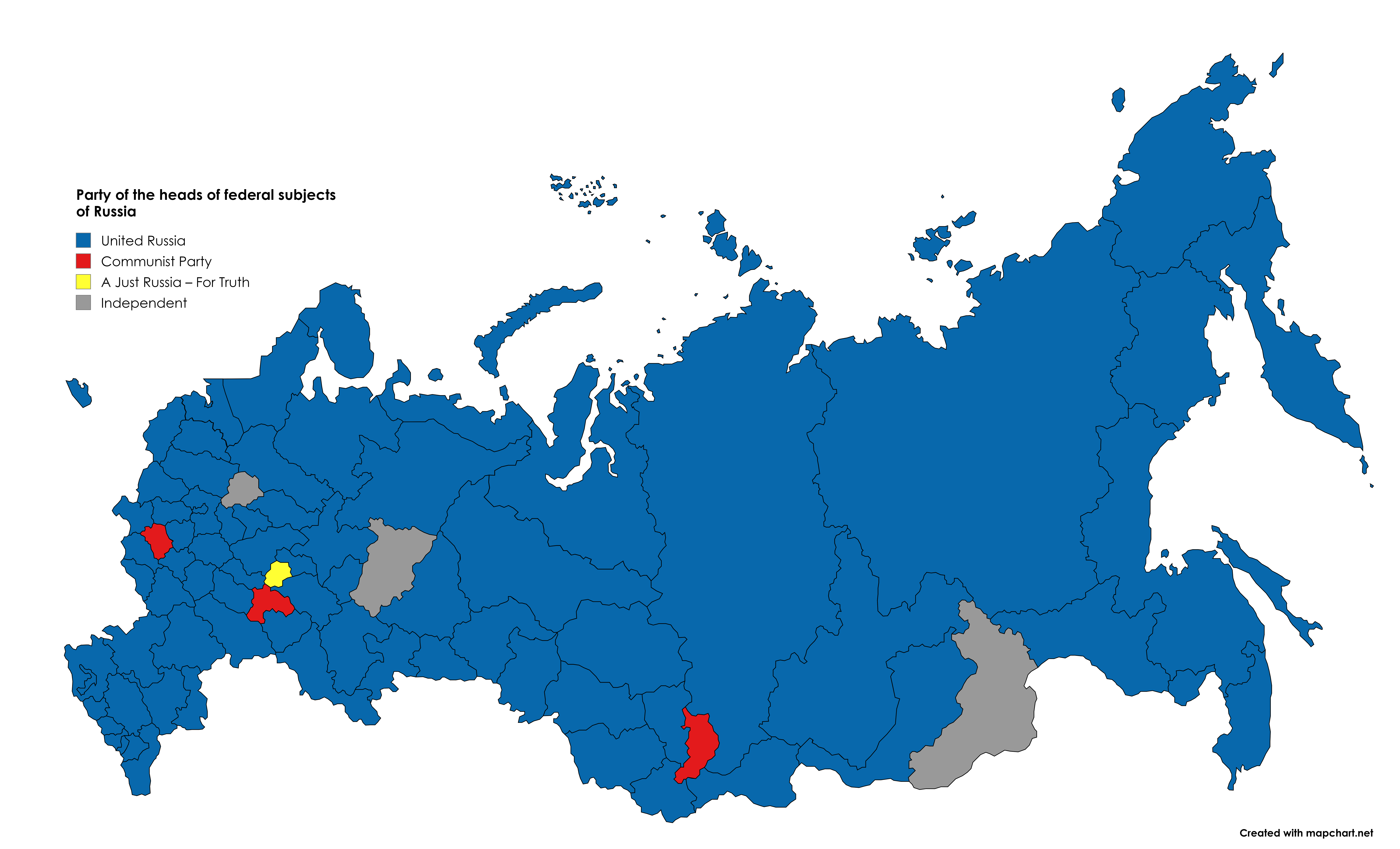
러시아 연방주체의 수장들의 정당을 보여주는 지도. 도네츠크, 루간스크, 세바스토폴, 자포로지예는 이 지도에 포함되지 않았다.

다음은 러시아의 연방주체의 수장 목록이다. 크림 공화국, 세바스토폴, 도네츠크 인민공화국, 헤르손주, 루간스크 인민공화국, 자포로지예주는 2014년에서 2022년 사이에 러시아에 합병되었으며, 러시아 헌법에 따라 연방주체이다. 그러나 국제적으로 이들은 우크라이나의 일부로 인정된다.

## 현재
| 아디게야 공화국 공화국 수장             |                                                    | 무라트 쿰필로프             |  | 통합 러시아                          | 1973년 2월 27일(52세)  | 2017년 1월 12일  | 2027 |
| 알타이 공화국 공화국 수장               |                                                    | 안드레이 투르차크           |  | 통합 러시아                          | 1975년 12월 20일(49세) | 2024년 10월 13일 | 2025 |
| 바시코르토스탄 공화국 공화국 수장       | 파일:Радий Хабиров - 공식 포트레이트 (cropped).jpg | 라디 하비로프               |  | 통합 러시아                          | 1964년 3월 20일(61세)  | 2018년 10월 11일 | 2029 |
| 부랴티야 공화국 공화국 수장             |                                                    | 알렉세이 치데노프           |  | 통합 러시아                          | 1976년 3월 16일(49세)  | 2017년 2월 8일   | 2027 |
| 체첸 공화국 공화국 수장                 |                                                    | 람잔 카디로프               |  | 통합 러시아                          | 1976년 10월 5일(48세)  | 2007년 4월 5일   | 2026 |
| 추바시야 공화국 공화국 수장             |                                                    | 올레크 니콜라예프           |  | 공정 러시아 ― 애국자 ― 진실을 위하여 | 1969년 12월 10일(55세) | 2020년 1월 29일  | 2025 |
| 크림 공화국 공화국 수장                 |                                                    | 세르게이 악쇼노프           |  | 통합 러시아                          | 1972년 11월 26일(52세) | 2014년 4월 14일  | 2029 |
| 다게스탄 공화국 공화국 수장             |                                                    | 세르게이 멜리코프           |  | 통합 러시아                          | 1965년 9월 12일(59세)  | 2020년 10월 5일  | 2026 |
| 도네츠크 공화국 수장                    |                                                    | 데니스 푸실린               |  | 통합 러시아/ 도네츠크 공화국         | 1981년 5월 9일(44세)   | 2022년 10월 4일  | 2028 |
| 인구셰티야 공화국 공화국 수장           |                                                    | 마흐무드알리 칼리마토프     |  | 통합 러시아                          | 1959년 4월 9일(66세)   | 2019년 6월 26일  | 2029 |
| 카바르디노발카리야 공화국 공화국 수장   |                                                    | 카즈베크 코코프             |  | 통합 러시아                          | 1973년 7월 20일(52세)  | 2018년 9월 26일  | 2029 |
| 칼미키야 공화국 공화국 수장             |                                                    | 바투 하시코프               |  | 통합 러시아                          | 1980년 6월 28일(45세)  | 2019년 3월 20일  | 2029 |
| 카라차예보체르케시야 공화국 공화국 수장 |                                                    | 라시드 템레조프             |  | 통합 러시아                          | 1976년 3월 14일(49세)  | 2011년 3월 1일   | 2026 |
| 카렐리야 공화국 공화국 수장             |                                                    | 아르투르 파르펜치코프       |  | 통합 러시아                          | 1964년 11월 29일(60세) | 2017년 2월 15일  | 2027 |
| 하카시야 공화국 공화국 수장             |                                                    | 발렌틴 코노발로프           |  | 공산당                               | 1987년 11월 30일(37세) | 2018년 11월 11일 | 2028 |
| 코미 공화국 공화국 임시 수장            |                                                    | 로스티슬라프 골드슈테인     |  | 통합 러시아                          | 1969년 3월 15일(56세)  | 2024년 11월 5일  | 2025 |
| 루간스크 공화국 수장                    |                                                    | 레오니트 파세치니크         |  | 통합 러시아/ 루간스크에 평화를       | 1970년 3월 15일(55세)  | 2022년 10월 4일  | 2028 |
| 마리옐 공화국 공화국 수장               |                                                    | 유리 자이체프               |  | 통합 러시아                          | 1970년 12월 16일(54세) | 2022년 5월 10일  | 2027 |
| 모르도비야 공화국 공화국 수장           |                                                    | 아르툠 즈두노프             |  | 통합 러시아                          | 1978년 5월 18일(47세)  | 2020년 11월 18일 | 2026 |
| 북오세티야-알라니야 공화국 공화국 수장  |                                                    | 세르게이 메냐일로           |  | 통합 러시아                          | 1960년 8월 22일(64세)  | 2021년 4월 9일   | 2026 |
| 사하 공화국 공화국 수장                 |                                                    | 아이센 니콜라예프           |  | 통합 러시아                          | 1972년 1월 22일(53세)  | 2018년 5월 28일  | 2028 |
| 타타르스탄 공화국 공화국 수장           |                                                    | 루스탐 민니하노프           |  | 통합 러시아                          | 1957년 3월 1일(68세)   | 2010년 3월 25일  | 2025 |
| 투바 공화국 공화국 수장                 |                                                    | 블라디슬라프 호발리그       |  | 통합 러시아                          | 1967년 12월 24일(57세) | 2021년 4월 7일   | 2026 |
| 우드무르티야 공화국 공화국 수장         |                                                    | 알렉산드르 브레찰로프       |  | 통합 러시아                          | 1973년 11월 18일(51세) | 2017년 4월 4일   | 2027 |
| 알타이 변경주 주지사                    |                                                    | 빅토르 토멘코               |  | 통합 러시아                          | 1971년 5월 12일(54세)  | 2018년 5월 30일  | 2028 |
| 캄차카 변경주 주지사                    |                                                    | 블라디미르 솔로도프         |  | 통합 러시아                          | 1982년 7월 26일(43세)  | 2020년 4월 3일   | 2025 |
| 하바롭스크 변경주 주지사                |                                                    | 드미트리 데메신             |  | 통합 러시아                          | 1976년 8월 2일(49세)   | 2024년 5월 13일  | 2029 |
| 크라스노다르 변경주 주지사              |                                                    | 베니아민 콘드라티예프       |  | 통합 러시아                          | 1970년 9월 1일(54세)   | 2015년 4월 22일  | 2025 |
| 크라스노야르스크 변경주 주지사          |                                                    | 미하일 코튜코프             |  | 통합 러시아                          | 1976년 12월 21일(48세) | 2023년 4월 20일  | 2028 |
| 페름 변경주 주지사                      |                                                    | 드미트리 마호닌             |  | 통합 러시아                          | 1982년 10월 18일(42세) | 2020년 2월 6일   | 2025 |
| 프리모르스키 변경주 주지사              |                                                    | 올레크 코제먀코             |  | 통합 러시아                          | 1962년 3월 17일(63세)  | 2018년 9월 26일  | 2028 |
| 스타브로폴 변경주 주지사                |                                                    | 블라디미르 블라디미로프     |  | 통합 러시아                          | 1975년 10월 14일(49세) | 2013년 9월 27일  | 2029 |
| 자바이칼 변경주 주지사                  |                                                    | 알렉산드르 오시포프         |  | 무소속                               | 1969년 9월 28일(55세)  | 2018년 10월 24일 | 2029 |
| 아무르주 주지사                         |                                                    | 바실리 오를로프             |  | 통합 러시아                          | 1975년 4월 14일(50세)  | 2018년 5월 30일  | 2028 |
| 아르한겔스크주 주지사                   |                                                    | 알렉산드르 치불스키         |  | 통합 러시아                          | 1979년 7월 15일(46세)  | 2020년 4월 2일   | 2025 |
| 아스트라한주 주지사                     |                                                    | 이고르 바부시킨             |  | 통합 러시아                          | 1970년 4월 5일(55세)   | 2019년 6월 5일   | 2029 |
| 벨고로드주 주지사                       |                                                    | 뱌체슬라프 글라드코프       |  | 통합 러시아                          | 1969년 1월 15일(56세)  | 2020년 11월 18일 | 2026 |
| 브랸스크주 주지사                       |                                                    | 알렉산드르 보고마즈         |  | 통합 러시아                          | 1961년 2월 23일(64세)  | 2014년 9월 9일   | 2025 |
| 첼랴빈스크주 주지사                     |                                                    | 알렉세이 텍슬러             |  | 통합 러시아                          | 1973년 1월 19일(52세)  | 2019년 3월 19일  | 2029 |
| 이르쿠츠크주 주지사                     |                                                    | 이고르 콥제프               |  | 통합 러시아                          | 1966년 10월 29일(58세) | 2019년 12월 12일 | 2025 |
| 이바노보주 주지사                       |                                                    | 스타니슬라프 보스크레센스키 |  | 통합 러시아                          | 1976년 9월 29일(48세)  | 2017년 10월 10일 | 2028 |
| 칼리닌그라드주 임시 주지사              |                                                    | 알렉세이 베스프로즈반니흐   |  | 통합 러시아                          | 1979년 8월 23일(45세)  | 2024년 5월 15일  | 2029 |
| 칼루가주 주지사                         |                                                    | 블라디슬라프 삽샤           |  | 통합 러시아                          | 1972년 9월 20일(52세)  | 2020년 2월 13일  | 2025 |
| 케메로보주 주지사                       |                                                    | 일리야 세레듀크             |  | 통합 러시아                          | 1975년 5월 15일(50세)  | 2024년 5월 15일  | 2029 |
| 헤르손주 주지사                         |                                                    | 블라디미르 살도             |  | 통합 러시아                          | 1956년 6월 12일(69세)  | 2022년 10월 4일  | 2028 |
| 키로프주 주지사                         |                                                    | 알렉산드르 소콜로프         |  | 통합 러시아                          | 1970년 8월 4일(55세)   | 2022년 5월 10일  | 2027 |
| 코스트로마주 주지사                     |                                                    | 세르게이 시트니코프         |  | 통합 러시아                          | 1963년 1월 18일(62세)  | 2012년 4월 28일  | 2025 |
| 쿠르간주 주지사                         |                                                    | 바딤 숨코프                 |  | 통합 러시아                          | 1971년 3월 9일(54세)   | 2018년 10월 2일  | 2029 |
| 쿠르스크주 임시 주지사                  |                                                    | 알렉산드르 힌시테인         |  | 통합 러시아                          | 1974년 10월 26일(50세) | 2024년 12월 5일  | 2025 |
| 레닌그라드주 주지사                     |                                                    | 알렉산드르 드로즈덴코       |  | 통합 러시아                          | 1964년 11월 1일(60세)  | 2012년 5월 28일  | 2025 |
| 리페츠크주 주지사                       |                                                    | 이고르 아르타모노프         |  | 통합 러시아                          | 1967년 3월 14일(58세)  | 2018년 10월 2일  | 2029 |
| 마가단주 주지사                         |                                                    | 세르게이 노소프             |  | 통합 러시아                          | 1961년 2월 17일(64세)  | 2018년 5월 28일  | 2028 |
| 모스크바주 주지사                       |                                                    | 안드레이 보로비요프         |  | 통합 러시아                          | 1970년 4월 14일(55세)  | 2012년 11월 8일  | 2028 |
| 무르만스크주 주지사                     |                                                    | 안드레이 치비스             |  | 통합 러시아                          | 1979년 3월 19일(46세)  | 2019년 3월 21일  | 2029 |
| 니즈니노브고로드주 주지사               |                                                    | 글레브 니키틴               |  | 통합 러시아                          | 1977년 8월 24일(47세)  | 2017년 9월 26일  | 2028 |
| 노브고로드주 임시 주지사                |                                                    | 알렉산드르 드로노프         |  | 통합 러시아                          | 1979년 7월 5일(46세)   | 2025년 2월 7일   | 2025 |
| 노보시비르스크주 주지사                 |                                                    | 안드레이 트라브니코프       |  | 통합 러시아                          | 1971년 2월 1일(54세)   | 2017년 10월 6일  | 2028 |
| 옴스크주 주지사                         |                                                    | 비탈리 호첸코               |  | 통합 러시아                          | 1986년 3월 18일(39세)  | 2023년 3월 29일  | 2028 |
| 오렌부르크주 임시 주지사                |                                                    | 예브게니 솔른체프           |  | 통합 러시아                          | 1980년 9월 28일(44세)  | 2025년 3월 26일  | 2025 |
| 오룔주 주지사                           |                                                    | 안드레이 클리치코프         |  | 공산당                               | 1979년 9월 2일(45세)   | 2017년 10월 5일  | 2028 |
| 펜자주 주지사                           |                                                    | 올레크 멜니첸코             |  | 통합 러시아                          | 1973년 5월 21일(52세)  | 2021년 3월 26일  | 2026 |
| 프스코프주 주지사                       |                                                    | 미하일 베데르니코프         |  | 통합 러시아                          | 1975년 3월 7일(50세)   | 2017년 10월 12일 | 2028 |
| 로스토프주 임시 주지사                  |                                                    | 유리 슬류사르               |  | 통합 러시아                          | 1974년 7월 20일(51세)  | 2024년 11월 4일  | 2025 |
| 랴잔주 주지사                           |                                                    | 파벨 말코프                 |  | 통합 러시아                          | 1980년 1월 29일(45세)  | 2022년 5월 10일  | 2027 |
| 사할린주 주지사                         |                                                    | 발레리 리마렌코             |  | 통합 러시아                          | 1960년 10월 19일(64세) | 2018년 12월 7일  | 2029 |
| 사마라주 주지사                         |                                                    | 뱌체슬라프 페도리셰프       |  | 통합 러시아                          | 1989년 7월 14일(36세)  | 2024년 5월 31일  | 2029 |
| 사라토프주 주지사                       |                                                    | 로만 부사르긴               |  | 통합 러시아                          | 1981년 7월 29일(44세)  | 2022년 5월 10일  | 2027 |
| 스몰렌스크주 주지사                     |                                                    | 바실리 아노힌               |  | 통합 러시아                          | 1983년 5월 24일(42세)  | 2023년 3월 17일  | 2029 |
| 스베르들롭스크주 임시 주지사            |                                                    | 데니스 파슬레르             |  | 통합 러시아                          | 1978년 10월 29일(46세) | 2025년 3월 26일  | 2025 |
| 탐보프주 임시 주 수장                   |                                                    | 예브게니 페르비쇼프         |  | 통합 러시아                          | 1976년 5월 4일(49세)   | 2024년 11월 4일  | 2025 |
| 톰스크주 주지사                         |                                                    | 블라디미르 마주르           |  | 통합 러시아                          | 1966년 6월 19일(59세)  | 2022년 5월 10일  | 2027 |
| 툴라주 주지사                           |                                                    | 드미트리 밀랴예프           |  | 통합 러시아                          | 1975년 8월 29일(49세)  | 2024년 5월 14일  | 2029 |
| 트베리주 주지사                         |                                                    | 이고르 루데냐               |  | 통합 러시아                          | 1968년 2월 15일(57세)  | 2016년 3월 2일   | 2026 |
| 튜멘주 주지사                           |                                                    | 알렉산드르 무어             |  | 통합 러시아                          | 1974년 1월 6일(51세)   | 2018년 5월 29일  | 2028 |
| 울리야놉스크주 주지사                   |                                                    | 알렉세이 루스키흐           |  | 공산당                               | 1968년 7월 17일(57세)  | 2021년 4월 8일   | 2026 |
| 블라디미르주 주지사                     |                                                    | 알렉산드르 아브데예프       |  | 통합 러시아                          | 1975년 8월 12일(50세)  | 2021년 10월 4일  | 2027 |
| 볼고그라드주 주지사                     |                                                    | 안드레이 보차로프           |  | 통합 러시아                          | 1969년 10월 14일(55세) | 2014년 4월 4일   | 2029 |
| 볼로그다주 주지사                       |                                                    | 게오르기 필리모노프         |  | 통합 러시아                          | 1980년 2월 2일(45세)   | 2023년 10월 31일 | 2029 |
| 보로네시주 주지사                       |                                                    | 알렉산드르 구세프           |  | 통합 러시아                          | 1963년 7월 27일(62세)  | 2017년 12월 25일 | 2028 |
| 야로슬라블주 주지사                     |                                                    | 미하일 예브라예프           |  | 무소속                               | 1971년 4월 21일(54세)  | 2021년 10월 12일 | 2027 |
| 자포로지예주 주지사                     |                                                    | 예브게니 발리츠키           |  | 통합 러시아                          | 1969년 12월 10일(55세) | 2022년 10월 4일  | 2028 |
| 모스크바 시장                           |                                                    | 세르게이 소뱌닌             |  | 통합 러시아                          | 1958년 6월 21일(67세)  | 2010년 10월 21일 | 2028 |
| 상트페테르부르크 주지사                 |                                                    | 알렉산드르 베글로프         |  | 통합 러시아                          | 1956년 5월 19일(69세)  | 2018년 10월 3일  | 2029 |
| 세바스토폴 주지사                       |                                                    | 미하일 라즈보자예프         |  | 통합 러시아                          | 1980년 12월 30일(44세) | 2019년 6월 11일  | 2025 |
| 유대인 자치주 임시 주지사               |                                                    | 마리야 코스튜크             |  | 통합 러시아                          | 1977년 3월 2일(48세)   | 2024년 11월 5일  | 2025 |
| 축치 자치구 주지사                      |                                                    | 블라디슬라프 쿠즈네초프     |  | 통합 러시아                          | 1969년 3월 18일(56세)  | 2023년 3월 15일  | 2028 |
| 한티만시 자치구 주지사                  |                                                    | 루슬란 쿠하룩               |  | 통합 러시아                          | 1979년 5월 8일(46세)   | 2024년 5월 30일  | 2029 |
| 네네츠 자치구 임시 주지사               |                                                    | 이리나 게흐트               |  | 통합 러시아                          | 1969년 11월 30일(55세) | 2025년 3월 18일  | 2025 |
| 야말로네네츠 자치구 주지사              |                                                    | 드미트리 아르튜호프         |  | 통합 러시아                          | 1988년 2월 7일(37세)   | 2018년 5월 29일  | 2028 |
| 코랴크구 주지사                         |                                                    | 올레크 코제먀코             |  | 통합 러시아                          | 1982년 7월 26일(43세)  | 2005년 3월 9일   | 2029 |

## 이전
다음은 러시아의 연방주체의 전 수장 전체 목록이다.
- 아디게야 공화국: 아슬란 트하쿠시노프 (2007–2017), 하자레트 소브멘 (2002–2007), 아슬란 자리모프 (1992–2002)
- 알타이 공화국: 올레크 호로호르딘 (2019–2024), 알렉산드르 베르드니코프 (2006–2019), 미하일 랍신 (2002–2006), 세묜 주바킨 (1998–2002), 블라딜렌 볼코프 (1997-1998), 발레리 차프티노프 (1994–1997)
- 바시코르토스탄 공화국: 루스템 하미토프 (2010–2018), 무르타자 라히모프 (1993–2010)
- 부랴티야 공화국: 뱌체슬라프 나고비친 (2007–2017), 레오니트 포타포프 (1994–2007)
- 체첸 공화국: 알루 알하노프 (2004–2007), 세르게이 아브라모프 (2004, 임시), 아흐마트 카디로프 (2003–2004), 아나톨리 포포프 (2003, 임시), 아흐마트 카디로프 (2000–2003), 야쿠프 데니예프 (1999–2000, 임시), 도쿠 자가예프 (1995–1996), 우마르 압투르하노프 (1993–1995)
- 추바시야 공화국: 미하일 이그나티예프 (2010-2020), 니콜라이 표도로프 (1994–2010)
- 다게스탄 공화국: 블라디미르 바실리예프 (2017–2020), 라마잔 압둘라티포프 (2013–2017), 마고메드살람 마고메도프 (2010–2013), 무후 알리예프 (2006–2010), 마고메달리 마고메도프 (1994–2006)
- 인구셰티야 공화국: 유누스베크 예브쿠로프 (2009–2019), 라시드 가이사노프 (2009, 임시), 유누스베크 예브쿠로프 (2008–2009), 무라트 쟈지코프 (2002–2008), 아흐메드 말사고프 (2001–2002, 임시), 루슬란 아우셰프 (1993–2001)
- 카바르디노발카리야 공화국: 유리 코코프 (2013–2018), 아르센 카노코프 (2005–2013), 발레리 코코프 (1992–2005)
- 칼미키야 공화국: 알렉세이 마라토비치 오를로프 (2010–2019), 키르산 일륨지노프 (1993–2010)
- 카라차예보체르케시야 공화국: 보리스 옙제예프 (2008–2011), 무스타파 밭디예프 (2003–2008), 블라디미르 세묘노프 (1999–2003), 발렌틴 블라소프 (1999, 임시), 이고르 이바노프 (1999, 임시), 블라디미르 후비예프 (1992–1999)
- 카렐리야 공화국: 알렉산드르 후딜라이넨 (2012–2017), 안드레이 넬리도프 (2010–2012), 세르게이 카타난도프 (1998–2010), 빅토르 스테파노프 (1994–1998)
- 하카시야 공화국: 미하일 라즈보자예프 (2018, 임시), 빅토르 지민 (2009–2018), 알렉세이 레베드 (1997–2009), 예브게니 스미르노프 (1992–1997)
- 코미 공화국: 블라디미르 우이바 (2020–2024), 세르게이 가플리코프 (2015–2020), 뱌체슬라프 가이저 (2010–2015), 블라디미르 토를로포프 (2002–2010), 유리 스피리도노프 (1992–2002)
- 마리옐 공화국: 알렉산드르 예브스티페예프 (2017–2022), 레오니트 마르켈로프 (2000–2017), 뱌체슬라프 키슬리친 (1997–2001), 블라디슬라프 조틴 (1991–1996)
- 모르도비야 공화국: 블라디미르 볼코프 (2012–2020), 니콜라이 메르쿠시킨 (1995–2012), 바실리 구슬랸니코프 (1991–1993)
- 북오세티야-알라니야 공화국: 뱌체슬라프 비타로프 (2016–2021), 타메를란 아구자로프 (2015–2016), 타이무라즈 맘수로프 (2005–2015), 알렉산드르 자소호프 (1998–2005), 아흐사르베크 갈라조프 (1994–1998)
- 사하 공화국: 예고르 보리소프 (2010–2018), 뱌체슬라프 시티로프 (2002–2010), 미하일 니콜라예프 (1991–2002)
- 타타르스탄 공화국: 민티메르 샤이미예프 (1991–2010)
- 투바 공화국: 숄반 카라올 (2007–2021), 셰리크올 오르자크 (1992–2007)
- 우드무르티야 공화국: 알렉산드르 솔로비요프 (2014–2017), 알렉산드르 볼코프 (2000–2014)
- 알타이 변경주: 알렉산드르 카를린 (2005–2018), 미하일 코즐로프 (2005, 임시), 미하일 예브도키모프 (2004–2005), 알렉산드르 수리코프 (1996–2004), 레프 코르슈노프 (1994–1996), 블라디미르 라이피케시트 (1991–1994)
- 캄차카 변경주:[Note 4] 블라디미르 일류힌 (2011-2020), 알렉세이 쿠즈미츠키 (2007–2011)
  - 캄차카주: 알렉세이 쿠즈미츠키 (2007, 임시), 미하일 마시코프체프 (2000–2007), 블라디미르 비류코프 (1991–2000)
  - 코랴크 자치구: 올레크 코제먀코 (2005–2007), 블라디미르 로기노프 (2000–2005), 발렌티나 브로네비치 (1996—2000), 세르게이 레우시킨 (1991–1996)
- 하바롭스크 변경주: 알렉산드르 니키틴 (2024, 임시), 미하일 데그탸료프 (2020–2024), 세르게이 푸르갈 (2018–2020), 뱌체슬라프 시포르트 (2009–2018), 빅토르 이샤예프 (1991–2009)
- 크라스노다르 변경주: 알렉산드르 트카초프 (2001–2015), 니콜라이 콘드라텐코 (1997–2001), 니콜라이 예고로프 (1996–1997), 예브게니 하리토노프 (1994–1996), 니콜라이 예고로프 (1992–1994), 바실리 댜코노프 (1991–1992)
- 크라스노야르스크 변경주: 빅토르 톨로콘스키 (2014–2017), 레프 쿠즈네초프 (2010–2014), 예드함 아크불라토프 (2010, 임시), 알렉산드르 흘로포닌 (2002–2010), 니콜라이 아슐라포프 (2002, 임시), 알렉산드르 레베디 (1998–2002), 발레리 주보프 (1993–1998), 아르카디 베프레프 (1991–1993)
  - 예벤키 자치구: 보리스 졸로타료프 (2001-2006), 알렉산드르 보코비코프 (1997-2001), 아나톨리 야키모프 (1991-1997)
  - 타이미르 자치구: 올레크 부다르긴 (2003-2006), 알렉산드르 흘로포닌 (2001–2002), 겐나디 네델린 (1991-2001)
- 페름 변경주:[Note 5]막심 레셰트니코프 (2017–2020), 빅토르 바사르긴 (2012–2017), 올레크 치르쿠노프 (2005–2012)
  - 코미페르먀크 자치구: 겐나디 사벨리예프 (2000–2005), 니콜라이 폴루야노프 (1991–2000)
  - 페름주: 올레크 치르쿠노프 (2004–2005, 임시); 유리 트루트네프 (2000–2004); 겐나디 이굼노프 (1996–2000), 보리스 쿠즈네초프 (1991–1996)
- 프리모르스키 변경주: 안드레이 타라센코 (2017–2018, 임시), 블라디미르 미클루셰프스키 (2012–2017), 세르게이 다리킨 (2001–2012), 콘스탄틴 톨스토셰인 (2001, 임시), 이고르 벨추크 (2001, 임시), 발렌틴 두비닌 (2001, 임시), 예브게니 나즈드라텐코 (1993–2001), 블라디미르 쿠즈네초프 (1991–1993)
- 스타브로폴 변경주: 발레리 제렌코프 (2012–2013), 발레리 가옙스키 (2008–2012), 알렉산드르 체르노고로프 (1996–2008), 표트르 마르첸코 (1995–1996); 예브게니 쿠즈네초프 (1991–1995)
- 자바이칼 변경주:[Note 6] 알렉산드르 쿨라코프 (2018, 임시), 나탈리야 즈다노바 (2016–2018), 콘스탄틴 일코프스키 (2013–2016), 라빌 게니아툴린 (2008–2013)
  - 아긴스크부랴트 자치구: 바이르 잠수예프 (1997–2008), 볼로트 아유시예프 (1996-1997), 구로다르마 체다시예프 (1991–1996)
  - 치타주: 라빌 게니아툴린 (1996–2008), 보리스 이바노프 (1991–1996)
- 아무르주: 알렉산드르 코즐로프 (2015–2018), 올레크 코제먀코 (2008–2015), 니콜라이 콜레소프 (2007–2008), 알렉산드르 네스테렌코 (2007, 임시), 레오니트 코로트코프 (2001–2007), 아나톨리 벨로노고프 (1997–2001), 유리 랴시코 (1996–1997), 블라디미르 댜첸코 (1994–1996), 블라디미르 폴레바노프 (1993–1994), 알렉산드르 수라트 (1993), 알베르트 크리프첸코 (1991–1993)
- 아르한겔스크주: 이고르 오를로프 (2012-2020), 일리야 미할추크 (2008–2012), 니콜라이 키셀료프 (2004–2008), 아나톨리 예프레모프 (1996–2004), 발렌틴 블라소프 (1996, 임시), 파벨 발락신 (1991–1996)
- 아스트라한주: 세르게이 모로조프 (2018-2019, 임시), 알렉산드르 질킨 (2004–2018), 아나톨리 구즈빈 (1991–2004)
- 벨고로드주: 데니스 부차예프 (2020, 임시), 예브게니 삽첸코 (1993–2020), 빅토르 베레스토보이 (1991–1993)
- 브랸스크주: 니콜라이 데닌 (2004–2014), 유리 로드킨 (1996–2004), 알렉산드르 세메르뇨프 (1996), 블라디미르 바라바노프 (1995–1996), 블라디미르 카르포프 (1993–1995), 유리 로드킨 (1993), 블라디미르 바라바노프 (1991–1993)
- 첼랴빈스크주: 보리스 두브롭스키 (2014–2019), 미하일 유리예비치 (2010–2014), 표트르 수민 (1996–2010), 바딤 솔로비요프 (1991–1996)
- 이르쿠츠크주: 세르게이 레브첸코 (2015–2019), 세르게이 예로셴코 (2012–2015), 드미트리 메젠체프 (2009–2012), 세르게이 소콜 (2009, 임시), 이고르 예시포프스키 (2008–2009), 알렉산드르 티샤닌 (2005–2008), 보리스 고보린 (1997–2005), 비탈리 이바노프 (1997, 임시), 유리 노지코프 (1991–1997)
  - 우스티오르딘스키부랴트 자치구: 발레리 말레예프 (1996–2007), 알렉세이 바타가예프 (1991–1996)
- 이바노보주: 파벨 콘코프 (2013–2017), 미하일 멘 (2005–2013), 블라디미르 티호노프 (2000–2005), 블라디슬라프 티호미로프 (1996–2000), 아돌프 랍테프 (1991–1996)
- 칼리닌그라드주: 세르게이 옐리세예프 (2024, 임시), 안톤 알리하노프 (2017–2024), 예브게니 지니체프 (2016, 임시), 니콜라이 추카노프 (2010–2016), 게오르기 보스 (2005–2010), 블라디미르 예고로프 (2000–2005), 레오니트 고르벤코 (1996–2000), 유리 마토치킨 (1991–1996)
- 칼루가주: 아나톨리 아르타모노프 (2000–2020), 발레리 수다렌코프 (1996–2000), 올레크 사브첸코 (1996), 알렉산드르 데랴긴 (1991–1996)
- 케메로보주: 세르게이 치빌료프 (2018–2024), 아만 툴레예프 (2001–2018), 발렌틴 마지킨 (2001, 임시), 아만 툴레예프 (1997–2001), 미하일 키슬류크 (1991–1997)
- 키로프주: 이고르 바실리예프 (2016–2022), 알렉세이 쿠즈네초프 (2016, 임시), 니키타 벨리흐 (2009–2016), 니콜라이 샤클레인 (2004–2009), 블라디미르 세르게옌코프 (1996–2004), 바실리 데샤트니코프 (1991–1996)
- 코스트로마주: 이고르 슬류냐예프 (2007–2012), 빅토르 셰르슈노프 (1996–2007), 발레리 아르부조프 (1991–1996)
- 쿠르간주: 알렉세이 코코린 (2014–2018), 올레크 보고몰로프 (1997–2014), 아나톨리 소볼레프 (1995–1997), 발렌틴 게라시모프 (1991–1995)
- 쿠르스크주: 알렉세이 스미르노프 (2024), 로만 스타로보이트 (2018–2024), 알렉산드르 미하일로프 (2000–2018), 알렉산드르 루츠코이 (1996–2000), 바실리 슈테예프 (1991–1996)
- 레닌그라드주: 발레리 세르듀코프 (1998–2012), 바딤 구스토프 (1996–1998), 알렉산드르 벨랴코프 (1991–1996)
- 리페츠크주: 올레그 코롤료프 (1998–2018), 미하일 나롤린 (1993–1998), 블라디미르 자이체프 (1992–1993, 임시), 겐나디 쿱초프 (1991–1992)
- 마가단주: 블라디미르 페쵸니 (2013-2018); 니콜라이 두도프 (2003–2013), 발렌틴 츠벳코프 (1996–2002), 빅토르 미하일로프 (1991–1996)
- 모스크바주: 루슬란 찰리코프 (2012, 임시), 세르게이 쇼이구 (2012), 보리스 그로모프 (2000–2012), 바실리 골루베프 (1999–2000, 임시), 아나톨리 탸즐로프 (1991–1999)
- 무르만스크주: 마리나 코프툰 (2012–2019), 드미트리 드미트리옌코 (2009–2012), 유리 예브도키모프 (1996–2009), 예브게니 코마로프 (1991–1996)
- 니즈니노브고로드주: 발레리 샨체프 (2005–2017), 겐나디 호디레프 (2001–2005), 이반 스클랴로프 (1997–2001), 유리 레베데프 (1997, 임시), 보리스 넴초프 (1991–1997)
- 노브고로드주: 안드레이 니키틴 (2017–2025), 세르게이 미틴 (2007–2017), 미하일 프루사크 (1991–2007)
- 노보시비르스크주: 블라디미르 고로데츠키 (2014–2017), 바실리 유리첸코 (2010–2014), 빅토르 톨로콘스키 (2000–2010), 비탈리 무하 (1995–2000), 이반 인디노크 (1993–1995), 비탈리 무하 (1991–1993)
- 옴스크주: 빅토르 나자로프 (2012–2017), 레오니트 폴레자예프 (1991–2012)
- 오렌부르크주: 데니스 파슬레르 (2019–2025), 유리 베르크 (2010–2019), 알렉세이 체르니쇼프 (1999–2010), 블라디미르 옐라긴 (1991–1999)
- 오룔주: 바딤 포톰스키 (2014–2017), 알렉산드르 코즐로프 (2009–2014), 예고르 스트로예프 (1993–2009), 니콜라이 유딘 (1991–1993)
- 펜자주: 이반 벨로제르체프 (2015–2021), 바실리 보치카료프 (1998–2015), 아나톨리 코블랴긴 (1993–1998), 알렉산드르 콘드라티예프 (1991–1993)
- 프스코프주: 안드레이 투르차크 (2009–2017), 미하일 쿠즈네초프 (2004–2009), 예브게니 미하일로프 (1996–2004), 블라디슬라프 투마노프 (1992–1996), 아나톨리 도브랴코프 (1991-1992)
- 로스토프주: 바실리 골루베프 (2010–2024), 블라디미르 춥 (1991–2010)
- 랴잔주: 니콜라이 류비모프 (2017–2022), 올레그 코발료프 (2008–2017), 게오르기 슈팍 (2004–2008), 뱌체슬라프 류비모프 (1997–2004), 이고르 이블레프 (1996–1997), 겐나디 메르쿨로프 (1994–1996), 레프 바슈마코프 (1991–1994)
- 사할린주: 베라 셰르비나 (2018, 임시), 올레크 코제먀코 (2015–2018), 알렉산드르 호로샤빈 (2007–2015), 이반 말라호프 (2003–2007), 이고르 파르후트디노프 (1995–2003), 예브게니 크라스노야로프 (1993–1995), 발렌틴 표도로프 (1991–1993)
- 사마라주: 드미트리 아자로프 (2017–2024), 니콜라이 메르쿠시킨 (2012–2017), 블라디미르 아르탸코프 (2007–2012), 콘스탄틴 티토프 (1991–2007)
- 사라토프주: 발레리 라다예프 (2012–2022), 파벨 이파토프 (2005–2012), 드미트리 아야츠코프 (1996–2005), 유리 벨리흐 (1992–1996)
- 스몰렌스크주: 알렉세이 오스트롭스키 (2012–2023), 세르게이 안투피예프 (2007–2012), 빅토르 마슬로프 (2002–2007), 알렉산드르 프로호로프 (1998–2002), 아나톨리 글루셴코프 (1993–1998), 발레리 파테예프 (1991–1993)
- 스베르들롭스크주: 예브게니 쿠이바셰프 (2012–2025), 알렉산드르 미샤린 (2009–2012), 예두아르트 로셀 (1995–2009), 알렉세이 스트라호프 (1994–1995), 발레리 트루시니코프 (1993–1994, 임시), 예두아르트 로셀 (1991–1993)
- 탐보프주: 막심 예고로프 (2021–2024), 알렉산드르 니키틴 (2015–2021), 올레그 베틴 (1999–2015), 알렉산드르 랴보프 (1995–1999), 올레그 베틴 (1995), 블라디미르 바벤코 (1991–1995)
- 톰스크주: 세르게이 즈바치킨 (2012–2022), 빅토르 크레스 (1991–2012)
- 툴라주: 알렉세이 듀민 (2016–2024), 블라디미르 그루즈데프 (2011–2016), 뱌체슬라프 두드카 (2005–2011), 바실리 스타로둡체프 (1997–2005), 니콜라이 세브류긴 (1991–1997)
- 트베리주: 안드레이 셰벨료프 (2011–2016), 드미트리 젤레닌 (2003–2011), 블라디미르 플라토프 (1995–2003), 블라디미르 수슬로프 (1991–1995)
- 튜멘주: 세르게이 사리체프 (2018, 임시), 블라디미르 야쿠셰프 (2005–2018), 세르게이 스메타뉴크 (2005, 임시), 세르게이 소뱌닌 (2001–2005), 레오니트 로케츠키(러시아어판) (1993–2001), 유리 샤프라니크 (1991–1993)
- 울리야놉스크주: 세르게이 모로조프 (2005–2021), 마리아 볼샤코바 (2004–2005, 임시), 블라디미르 샤마노프 (2001–2004), 유리 고랴체프 (정치인)(러시아어판) (1992–2001)
- 블라디미르주: 블라디미르 시퍄긴 (2018–2021), 스베틀라나 오를로바 (2013–2018), 니콜라이 비노그라도프 (1996–2013), 유리 블라소프 (1991–1996)
- 볼고그라드주: 세르게이 보제노프 (2012–2014), 아나톨리 브로프코 (2010–2012), 니콜라이 막시우타 (1997–2010), 이반 샤부닌 (1991–1997)
- 볼로그다주: 뱌체슬라프 포즈갈료프 (1996–2011), 니콜라이 포드고르노프 (1991–1996)
- 보로네시주: 알렉세이 고르데예프 (2009–2017), 블라디미르 쿨라코프 (2000–2009), 이반 샤바노프 (1996–2000), 알렉산드르 차핀 (1996), 알렉산드르 코발료프 (1992–1996), 빅토르 칼라시니코프 (1991–1992)
- 야로슬라블주: 드미트리 미로노프 (2017–2021), 세르게이 야스트레보프 (2012–2017), 세르게이 바흐루코프 (2007–2012), 아나톨리 리시친 (1991–2007)
- 모스크바: 블라디미르 레신 (2010, 임시), 유리 루시코프 (1992–2010), 가브릴 포포프 (1991–1992)
- 상트페테르부르크: 게오르기 폴타브첸코 (2011–2018), 발렌티나 마트비옌코 (2003–2011), 알렉산드르 베글로프 (2003, 임시), 블라디미르 야코블레프 (1996–2003), 아나톨리 솝차크 (1991–1996)
- 세바스토폴:[Note 7] 드미트리 오프샨니코프 (2016–2019), 세르게이 메냐일로 (2014–2016), 알렉세이 찰리 (2014, 임시)
- 유대인 자치주: 로스티슬라프 골드슈테인 (2019–2024), 알렉산드르 레빈탈 (2015–2019), 알렉산드르 빈니코프 (2010–2015), 니콜라이 볼코프 (1991–2010)
- 축치 자치구: 로만 코핀 (2008–2023), 로만 아브라모비치 (2001–2008), 알렉산드르 나자로프 (1991–2000)
- 한티만시 자치구: 나탈리야 코마로바 (2010–2024), 알렉산드르 필리펜코 (1991–2010)
- 네네츠 자치구: 유리 베즈두드니 (2020–2025), 알렉산드르 치불스키 (2017–2020), 이고르 코신 (2014–2017), 이고르 표도로프 (정치인)(러시아어판) (2009–2014), 발레리 포타펜코 (2006–2009), 알렉세이 바리노프 (2005–2006), 블라디미르 부토프 (정치인)(러시아어판) (1996–2005), 블라디미르 하바로프 (1996), 유리 코마로프스키 (1991–1996)
- 야말로네네츠 자치구: 드미트리 코빌킨 (2010–2018), 유리 네옐로프(러시아어판) (1994–2010), 레프 바얀딘 (1991–1994)

## 내용주
1. 1 2  사실상 러시아가 통제하지만 크림은 국제적으로 우크라이나의 일부로 법적으로 인정된다.
2. 1 2  2014년 동부 우크라이나에서 분리 독립 국가로 수립되었으며, 2022년 9월 논란이 많은 국민투표 후 러시아에 합병되었다. 이 지역의 일부는 러시아의 통제를 벗어나 있다.
3. 1 2  2022년 2월~3월 러시아에 의해 점령되었으며, 2022년 9월 논란이 많은 국민투표 후 합병되었다. 이 지역의 일부는 러시아의 통제를 벗어나 있다.
4. ↑  캄차카 변경주는 2007년 7월 1일 캄차카주와 코랴크 자치구의 합병 결과로 만들어졌다.
5. ↑  페름 변경주는 2005년 12월 1일 코미페르먀크 자치구와 페름주의 합병 결과로 만들어졌다.
6. ↑  자바이칼 변경주는 2008년 3월 1일 아긴스크부랴트 자치구와 치타주의 합병 결과로 만들어졌다.
7. ↑  사실상 러시아가 통제하지만 크림은 국제적으로 우크라이나의 일부로 법적으로 인정된다.